# Inventing Anna
Inventing Anna ist eine US-amerikanische Drama-Miniserie von Shonda Rhimes über die Hochstaplerei von Anna Sorokin.
Die Veröffentlichung der neunteiligen, fiktionalisierten Filmbiografie erfolgte auf Netflix am 11. Februar 2022.

## Handlung
Die Journalistin Vivian Kent recherchiert den Fall von Anna Delvey, einer jungen Frau, die sich als deutsche Erbin ausgegeben hat, um in die New Yorker High Society einzusteigen. Vivian Kent ist entschlossen, über die rätselhafte Frau zu schreiben, die wegen Täuschung und schwerem Diebstahl verhaftet und angeklagt worden ist. Als sie Anna im Gefängnis interviewt, während diese auf ihren Prozess wartet, wird enthüllt, wie die 25-Jährige ihre Freunde, verschiedene Unternehmen und die New Yorker Elite um sehr große Geldsummen betrogen hat.

## Produktion
Im Juni 2018 wurde bekannt gegeben, dass Netflix und das Filmproduktionsstudio Shondaland die Verfilmungsrechte an dem New-York-Artikel How Anna Delvey Tricked New York’s Party People der Redakteurin Jessica Pressler erworben haben. Sowohl Rhimes als auch Pressler sind Produzenten und Drehbuchautoren der neunteiligen Miniserie. Ursprünglich war Madeline Brewer für die Hauptrolle vorgesehen, diese musste jedoch aus organisatorischen Gründen absagen. Sorokin hatte Jennifer Lawrence als Hauptdarstellerin gefordert.
Die Dreharbeiten begannen im Oktober 2019 in New York City und Los Angeles. Gedreht wurde außerdem am Flughafen Leipzig/Halle, in Nauen und Berlin.

## Besetzung und Synchronisation
Die deutsche Synchronisation entstand nach dem Dialogbuch von Hans Schneck und Ruth Deny sowie unter der Dialogregie von Ruth Deny und Johannes Deny durch die Synchronfirma FFS Film- & Fernseh-Synchron GmbH in München.

### Hauptbesetzung
| Rollenname               | Schauspieler       | Episoden | Synchronsprecher         |
| ------------------------ | ------------------ | -------- | ------------------------ |
| Vivian Kent              | Anna Chlumsky      | 1–9      | Stephanie Kellner        |
| Anna Sorokin/Delvey      | Julia Garner       | 1–9      | Marcia von Rebay         |
| Todd Spodek              | Arian Moayed       | 1–9      | Hubertus von Lerchenfeld |
| Rachel DeLoache Williams | Katie Lowes        | 1–9      | Eva-Maria Reichert       |
| Neff                     | Alexis Floyd       | 1–9      | Shandra Schadt           |
| Jack Mercer              | Anders Holm        | 1–9      | Julian Bayer             |
| Maud Lewis               | Anna Deavere Smith | 1–9      | Bettina Redlich          |
| Lou Shaw                 | Jeff Perry         | 1–9      | Michael Schwarzmaier     |
| Barry Klein              | Terry Kinney       | 1–9      | Thomas Wenke             |
| Kacy Duke                | Laverne Cox        | 1–9      | Philippa Jarke           |

### Nebenbesetzung
| Rollenname          | Schauspieler           | Episoden    | Synchronsprecher    |
| ------------------- | ---------------------- | ----------- | ------------------- |
| Mags                | Caitlin Fitzgerald     | 1, 6, 9     | Vanessa Eckart      |
| Catherine McCaw     | Rebecca Henderson      | 1–3, 7–9    | Angela Wiederhut    |
| Nora Radford        | Kate Burton            | 1–3         | Dorothea Anzinger   |
| Paul Hudson         | Tim Guinee             | 1–3, 5, 7–9 | Maximilian Laprell  |
| Richterin           | Debra Mooney           | 1, 7, 9     | Angelika Bender     |
| Landon Bloom        | Armand Schultz         | 1, 3, 7–9   | Matthias Klie       |
| Val Boron           | James Cusati-Moyer     | 1–3         | Tobias Kern         |
| Dr. Harris          | Montego Glover         | 1, 7        |                     |
| Alexi               | Kyle Beltran           | 1–3, 5, 9   | Grischa Olbrich     |
| David Morrison      | Chris Cafero           | 1, 4–5, 9   | Felix Auer          |
| Brian               | Luca Sweeney           | 1, 7, 9     |                     |
| Fatima Shadid       | Olivia Khoshatefeh     | 1, 5, 7     | Angelina Markiefka  |
| Lane                | Kaydx                  | 1–2, 9      |                     |
| Sasha Thomas        | Kathleen Garrett       | 1, 3        |                     |
| Henrick Knight      | Joshua Malina          | 2           |                     |
| Chase Sikorski      | Saamer Usmani          | 2–3, 8      | Pirmin Sedlmeir     |
| Talia Mallay        | Marika Domińczyk       | 2           | Christine Stichler  |
| Donna Zaveri        | Donna Murphy           | 3           |                     |
| Gabriel Calatrava   | Gabriel Sloyer         | 3–4, 9      |                     |
| Alan Reed           | Anthony Edwards        | 4–6, 8–9    | Andreas Borcherding |
| Sherry Reed         | Tracy Pollan           | 4           |                     |
| Julia Reed          | India Ennenga          | 4           | Leslie-Vanessa Lill |
| Billy McFarland     | Ben Rappaport          | 4           | Gregor Schleuning   |
| Jeanneau            | Andre Ward             | 5           | Frank Schaff        |
| Noah                | Christopher Lowell     | 6–7         |                     |
| Mehdi Harrak        | Assaad Bouab           | 6           |                     |
| Vadim Sorokin       | Peter Kurth            | 8           | Peter Kurth         |
| Mira                | Deniz Orta             | 8           | Deniz Orta          |
| Anna Sorokin (jung) | Emilia Pieske          | 8           | Emilia Pieske       |
| Annas Mutter        | Aglaia Szyszkowitz     | 8           | Aglaia Szyszkowitz  |
| Polizist            | Christian Maria Goebel | 8           | O-Ton               |
| Metzger             | Rainer Reiners         | 8           | O-Ton               |
| Weinhändler         | Harald Effenberg       | 8           | O-Ton               |
| Lehrerin            | Petra Nadolny          | 8           | Petra Nadolny       |
| Queen Bee           | Johanna Hens           | 8           | Johanna Hens        |
| Lina                | Bianca Nawrath         | 8           | Bianca Nawrath      |

## Episodenliste
| Nr. | Deutscher Titel              | Originaltitel           | Regie                    | Drehbuch                             |
| --- | ---------------------------- | ----------------------- | ------------------------ | ------------------------------------ |
| 1 | Leben als VIP                | Life of a VIP           | David Frankel            | Shonda Rhimes                        |
| 2 | Der Teufel trug Anna         | The Devil Wore Anna     | Tom Verica               | Matt Byrne                           |
| 3 | Alles Lüge                   | Two Birds, One Throne   | Daisy von Scherler Mayer | Jess Brownell                        |
| 4 | Eine Wölfin im schicken Pelz | A Wolf in Chic Clothing | David Frankel            | Abby Ajayi                           |
| 5 | Checkout-Zeit                | Check Out Time          | Ellen Kuras              | Carolyn Ingber Lewinksy & Abby Ajayi |
| 6 | Schöne Freundinnen           | Friends in Low Places   | Nzingha Stewart          | Jess Brownell                        |
| 7 | Unsichtbares Geld            | Cash on Delivery        | Nzingha Stewart          | Abby Ajayi                           |
| 8 | Zu reich für ihre Herkunft   | Too Rich for Her Blood  | Tom Verica               | Nicholas Nardini                     |
| 9 | Gefährlich nah dran          | Dangerously Close       | Ellen Kuras              | Matt Byrne                           |
| Am 11. Februar 2022 wurden alle Episoden weltweit bei Netflix, u. a. auch auf Deutsch, veröffentlicht. |                              |                         |                          |                                      |

## Trivia
Die Stadt Eschweiler selbst war kein Drehort, obwohl sie mehrfach erwähnt wird. Die Ankunftsszene am Bahnhof Eschweiler wurde am Bahnhof Wandlitzsee gedreht.